# 179P/Jedicke
179P/Jedicke, komet Jupiterove obitelji